# Yegheg
Yegheg (in armeno Եղեգ) è un comune di 113 abitanti (2010) della Provincia di Syunik in Armenia.